# Голдашівка
Голдаші́вка — село в Україні, у  Бершадській міській громаді Гайсинського району Вінницької області.
До 2020 р. - центр Голдашівської сільської ради Бершадського району.

## Географія
Лежить у долині невеличкої річки Яланець, на відстані 21 км від  центру громади.

## Історія
Назву села пов'язують з гайдамацьким рухом. У 1760-х козак Говдаш входив до загону Гната Голого, який громив польські маєтки, аж поки після поразки цього руху разом із десятками інших козаків не осів на півдорозі між Бершадю та Балтою.
Голдашівка належала католицьким родинам Любомирських та Сабатинів, Обочинських. Згодом продали землі Олійнику, Берляну і Немировському.
7 (20) листопада 1917 року, відповідно до Третього Універсалу Української Центральної Ради, увійшло до складу Української Народної Республіки.
Під час другого голодомору у 1932–1933 роках, проведеного радянською владою, загинуло 1300 осіб.
У 1957 р. було ліквідоване с-ще (хутір) Любашівка.
12 червня 2020 року, відповідно розпорядження Кабінету Міністрів України № 707-р «Про визначення адміністративних центрів та затвердження територій територіальних громад Вінницької області», село увійшло до складу Бершадської міської громади.
19 липня 2020 року, в результаті адміністративно-територіальної реформи та ліквідації Бершадського району, село увійшло до складу Гайсинського району.

## Населення
Згідно з переписом УРСР 1989 року чисельність наявного населення села становила 1238 осіб, з яких 504 чоловіки та 734 жінки.
За переписом населення України 2001 року в селі мешкало 1013 осіб.

### Мова
Розподіл населення за рідною мовою за даними перепису 2001 року:
| Мова       | Відсоток |
| ---------- | -------- |
| українська | 99,41 %  |
| російська  | 0,49 %   |
| молдовська | 0,10 %   |

## Економіка
Віддалене від райцентру село, у якому немає великого сільгосптовариства. План по доходах сільського бюджету 2009 виконано на 118 %.

## Соціальна мережа та демографія
Загальноосвітня школа І-ІІ ступенів (близько 70 учнів), дитсадок, будинок культури, пошта, ФАП, кілька магазинів.
В селі 485 дворів, 883 жителі. З них працездатного віку 293, 397 пенсіонерів. 2009 народилося п'ятеро дітей, померло — 27 осіб. Зареєстровано 5 шлюбів.

## Релігійне життя
Особливістю Голдашівки є те, що тут аж дві релігійних громади — православна Московського Патріархату, у якій священиком Олег Побережний, і українська греко-католицька, де священиком М. Будник.
Греко-католицькою громадою створено і утримується в селі соціальний центр. Після занять в школі його відвідують діти з малозабезпечених, неблагополучних сімей, незалежно від віросповідання батьків. Співучасником проекту є і сільська рада, якою виділено для цього приміщення.
У центрі діти додатково харчуються за рахунок церковної громади. Як священиком, так і активом села з ними проводиться відповідна виховна робота.

## Історичні джерела
Вѣ 1712 г. вѣ с. Голдашевкі былѣ построенѣ деревянный трехкупольный храмѣ, покрытый гонтою; этотѣ храмѣ разобранѣ вѣ 1893 г., и дерево употреблено на устройство причтовыхѣ построекѣ. Ньіні существующій вѣ с. Голдашевкі храмѣ вѣ честь Зачатія св. Іоанна Предтечи, деревянный, на каменномѣ основаніи, построенѣ на средства прихожанѣ вѣ 1889—1891 гг. Вѣ д. Любашевки существовалѣ сѣ 1702 г. деревянный храмѣ, который разобранѣ вѣ 1802 г. Церковной земли 66 д. 1834 с, вѣ томѣ числі усад. 3 д., подѣ хуторомѣ 6 дослуговой 6 д., сѣн. 17 д. 1330 с. и пах. 34 д. 504 с. Причтовыя постройки исправныя. Сѣ 1878 г. до 1892 г. вѣ Г. была школа грамоты, а сѣ 1892 г. церковно-пріходская; помещается вѣ собственномѣ зданій, построенномѣ вѣ 1886 г.
Труды подольского епархиального историко-статистического комитета
Вып. 9 под ред. Евфимия Съцинскаго. Кам. Под. 1901г

## Відомі люди
Уродженець села є Митрофан Шморгун — Герой Соціалістичної праці СРСР.